# حكومة رياض الصلح السادسة
الحكومة اللبنانية التاسعة بعد الاستقلال والتاسعة بعهد الرئيس بشارة الخوري، وهي سادس حكومة يترأسها رياض الصلح. شكلت الحكومة بموجب المرسوم رقم 3 بتاريخ 1 تشرين الأول / أكتوبر 1949، ونالت الثقة ب38 صوتاً وغياب 8 أعضاء. واستقالت بتاريخ 14 شباط / فبراير 1951.

## أعضاء الحكومة
- رياض الصلح رئيساً لمجلس الوزراء ووزيراً للتربية الوطنية.
- جبران نحاس نائباً لرئيس مجلس الوزراء ووزيراً للعدلية.
- احمد الاسعد وزيراً للأشغال العامة.
- فيليب تقلا وزيراً للاقتصاد الوطني ووزيراً للخارجية والمغتربين.
- حسين العويني وزيراً للبرق والبريد ووزيراً للمالية.
- إلياس الخوري وزيراً للداخلية.
- مجيد أرسلان وزيراً للدفاع الوطني.
- بهيج تقي الدين وزيراً للزراعة.
- رئيف أبي اللمع وزيراً للصحة والإسعاف العام.

### تعديلات حكومية
- في 6 تشرين الأول / أكتوبر 1949 حصل تعديل وزاري تم بموجبه تعيين:
  - رياض الصلح وزيراً للأنباء ووزيراً للداخلية بالإضافة لكونه رئيساً للحكومة.
  - جبران نحاس وزيراً للاقتصاد الوطني ووزيراً للبرق والبريد بالإضافة لكونه نائباً لرئيس الحكومة.
  - رئيف أبي اللمع وزيراً للتربية الوطنية.
  - إلياس الخوري وزيراً للصحة والإسعاف العام.
  - شارل حلو وزيراً للعدلية.
- في 15 كانون الأول / ديسمبر 1949 عين جبران نحاس وزيراً للأنباء ووزيراً للعدلية بالإضافة لمناصبه السابقة.
- في 25 آذار / مارس 1950 عين خليل أبو جودة وزيراً للأنباء ووزيراً للبرق والبريد.

## وصلات خارجية
- موقع رئاسة مجلس الوزراء الرسمي